# حوزه انتخابیه پنجم کارولینای جنوبی
حوزه انتخابیه پنجم کارولینای جنوبی یک حوزه انتخابیه مجلس نمایندگان آمریکا است که در ایالت کارولینای جنوبی قرار دارد.